# Thomas Milani (Sportwissenschaftler)
Thomas Lothar Milani (* 1958 in Singen (Hohentwiel)) ist ein deutscher Sportwissenschaftler und Hochschullehrer.

## Leben
Milani absolvierte an der Universität Konstanz ein Studium in den Fächern Sportwissenschaft und Biologie, anschließend war er ab 1987 im Fachgebiet Biomechanik/Bewegungslehre des Instituts für Sport- und Bewegungswissenschaften der Universität Essen als wissenschaftlicher Mitarbeiter tätig. 1992 schloss er an der Johann Wolfgang Goethe-Universität Frankfurt am Main seine Doktorarbeit ab, während er in Essen den Bereich Trainingswissenschaft in der Sportlehrerausbildung leitete. 1997 habilitierte sich Milani an der Universität Essen.
Nach einem Auslandsaufenthalt in Boulder von 1998 bis 2000 (an der University of Colorado in den Vereinigten Staaten) arbeitete er abermals an der Universität Essen und war dort als Hochschullehrer in den Fachgebieten Trainings- und Bewegungswissenschaft tätig.
Im April 2004 übernahm Milani an der Technischen Universität Chemnitz zunächst die Lehrstuhlvertretung im Bereich Bewegungswissenschaft, im September 2004 wurde er dann am Institut für Sportwissenschaft der TU Chemnitz zum Professor für Bewegungswissenschaft berufen und übernahm die Institutsleitung. Von Frühjahr 2010 bis Frühjahr 2013 war Milani in Chemnitz Prodekan und von Frühjahr 2013 bis Frühjahr 2016 Dekan der Fakultät für Human- und Sozialwissenschaften.
Die Forschungsschwerpunkte seiner Professur sind die Bereiche sensorische Systeme, klinische Biomechanik, Sporttechnologie und Charakterisierung biomechanischer Eigenschaften von Binde- und Muskelgewebe. In der Grundlagenforschung untersucht Milani das komplexe Zusammenspiel von Sensorik und Motorik sowohl unter klinischen Aspekten als auch im sportwissenschaftlichen Kontext. Dabei steht der Einfluss von Krankheiten (wie beispielsweise Diabetes mellitus, Morbus Parkinson, Alzheimererkrankung, Adipositas) auf das statische und dynamische Bewegungsverhalten einerseits und die veränderte Sensorik andererseits im Vordergrund.
In der anwendungsorientierten Forschung steht die Entwicklung und Analyse von Sportschuhen sowie die Entwicklung innovativer Messsysteme für die Bewegungsforschung im wissenschaftlichen Fokus von Milani. Ausgehend von der Charakterisierung der mechanischen Eigenschaften des Schuhs werden die biomechanischen und leistungsphysiologischen Auswirkungen differenter Konstruktionsweisen analysiert. Weiter leitete Milani 2006 und 2007 Projekte zur Erforschung der „Optimierung der Ausholbewegung zum Volleyball-Angriffsschlag“ sowie 2008 und 2009 ein Projekt zum Thema „Entwicklung eines Messplatzes zur Technikdiagnostik im Volleyball“.